# Sheppard (Band)
Sheppard ist eine sechsköpfige australische Popband aus Brisbane.

## Bandgeschichte
Der Name der Band leitet sich vom Familiennamen dreier Mitglieder ab.
George und Amy Sheppard machten 2009 ihre ersten gemeinsamen Aufnahmen und holten sich dann Gitarrist Jay Bovino aus Sydney dazu. Mit ihrer Schwester Emma und zwei weiteren Musikern komplettierten sie die Band. Sie traten bereits in England, den USA und Südafrika auf, bevor sie im August 2012 ihre erste Veröffentlichung herausbrachten. Die EP Sheppard benötigte knapp ein Jahr, bevor sie in die australischen Charts einstieg, und erreichte dann Platz 27.
Die Debütsingle Geronimo stieg Ende März 2014 auf Platz 28 ein, bevor sie innerhalb von drei Wochen zum Nummer-eins-Hit wurde. Im Herbst 2014 wurde Geronimo auch in Europa zum Hit.
Im Februar 2019 trat die Band mit ihrem Lied On My Way bei der TV-Sendung Eurovision 2019: Australia Decides an, deren Gewinner Australien beim Eurovision Song Contest 2019 vertreten darf. Sie beendeten den Wettbewerb auf Platz 3 und dürfen somit nicht beim ESC teilnehmen.

## Diskografie
Alben
- 2014: Bombs Away
- 2018: Watching the Sky
- 2021: Kaleidoscope Eyes

EPs
- 2012: Sheppard
- 2017: Undercover

Singles
- 2013: Hold My Tongue
- 2014: Geronimo
- 2014: Something’s Missing
- 2014: Smile
- 2015: Let Me Down Easy
- 2015: A Grade Playa
- 2015: Be More Barrio
- 2016: We Belong
- 2017: Keep Me Crazy
- 2017: Edge of the Night
- 2017: Coming Home
- 2017: Waves
- 2018: Riding the Wave
- 2018: Hometown
- 2019: On My Way (AU: Gold)
- 2019: Kiss My Fat Ass
- 2019: Die Young
- 2020: Phoenix
- 2020: Don’t Believe in Love
- 2020: Somebody Like You
- 2020: Come Back
- 2020: Thank You
- 2020: Symphony
- 2021: Learning to Fly

Gastbeiträge
- 2015: Spirit of the Anzacs (Lee Kernaghan feat. Guy Sebastian, Sheppard, Jon Stevens, Jessica Mauboy, Shannon Noll & Megan Washington)
- 2019: Up (Sena Kana feat. Wiz Khalifa & Sheppard)

## Auszeichnungen für Musikverkäufe
| Goldene Schallplatte - Brasilien - 2024: für die Single Geronimo - Dänemark - 2015: für die Single Geronimo - Kanada - 2015: für die Single Geronimo - Neuseeland - 2022: für das Album Bombs Away - Niederlande - 2018: für die Single Coming Home - Spanien - 2015: für die Single Geronimo - Vereinigte Staaten - 2019: für die Single Up | Platin-Schallplatte - Neuseeland - 2022: für die Single Coming Home - Niederlande - 2015: für die Single Geronimo - Norwegen - 2015: für die Single Geronimo 3× Platin-Schallplatte - Italien - 2017: für die Single Geronimo - Neuseeland - 2024: für die Single Geronimo - Schweden - 2015: für die Single Geronimo |

Anmerkung: Auszeichnungen in Ländern aus den Charttabellen bzw. Chartboxen sind in ebendiesen zu finden.
| Land/RegionAuszeichnungen für Musikverkäufe (Land/Region, Auszeichnungen, Verkäufe, Quellen) | Gold       | Platin       | Verkäufe  | Quellen              |
| -------------------------------------------------------------------------------------------- | ---------- | ------------ | --------- | -------------------- |
| Australien (ARIA)                                                                            | 3× Gold3   | 16× Platin16 | 1.225.000 | aria.com.au          |
| Brasilien (PMB)                                                                              | Gold1      | —            | 30.000    | pro-musicabr.org.br  |
| Dänemark (IFPI)                                                                              | Gold1      | —            | 30.000    | ifpi.dk              |
| Deutschland (BVMI)                                                                           | Gold1      | —            | 150.000   | musikindustrie.de    |
| Italien (FIMI)                                                                               | —          | 3× Platin3   | 150.000   | fimi.it              |
| Kanada (MC)                                                                                  | Gold1      | —            | 40.000    | musiccanada.com      |
| Neuseeland (RMNZ)                                                                            | Gold1      | 4× Platin4   | 127.500   | radioscope.co.nz NZ2 |
| Niederlande (NVPI)                                                                           | Gold1      | Platin1      | 70.000    | nvpi.nl              |
| Norwegen (IFPI)                                                                              | —          | Platin1      | 40.000    | ifpi.no              |
| Österreich (IFPI)                                                                            | Gold1      | —            | 15.000    | ifpi.at              |
| Schweden (IFPI)                                                                              | —          | 3× Platin3   | 120.000   | sverigetopplistan.se |
| Spanien (Promusicae)                                                                         | Gold1      | —            | 20.000    | elportaldemusica.es  |
| Vereinigte Staaten (RIAA)                                                                    | Gold1      | Platin1      | 1.500.000 | riaa.com             |
| Vereinigtes Königreich (BPI)                                                                 | Gold1      | —            | 400.000   | bpi.co.uk            |
| Insgesamt                                                                                    | 13× Gold13 | 29× Platin29 |           |                      |